# Ochratoxin

Strukturformel för Ochratoxin A

Ochratoxin A, B och C är mykotoxiner som produceras av några arter av Aspergillus och Penicillium till exempel Aspergillus ochraceus och Penicillium viridicatum. Ochratoxin A är det vanligaste och mest relevanta toxinet i denna grupp.
Ochratoxin A är känt för att förekomma i spannmål, torkad frukt, rött vin och kaffe. Det anses vara en carcinogen hos människor och är av särskilt intresse eftersom det kan ackumuleras i köttet hos djur. Kött kan därför vara kontaminerat med dessa toxiner. Exponering för ochratoxiner genom näringen kan vara akut toxiskt för njurarna i däggdjur samt vara cancerframkallande.